# Salla (Estonsko)
Salla (německy Sall) je vesnice v estonském kraji Lääne-Virumaa, samosprávně patřící do obce Väike-Maarja.